# 铁矿站
鐵礦站（韓語：철광역）是位于朝鮮民主主義人民共和國黃海南道殷栗郡铁山里的一個鐵路車站。屬於西海閘門線和殷栗線。

## 邻近车站
西海閘門線
汉二川站 - 鐵礦站
殷栗線
金山浦站 - 長芳站